# 性格測試
性格測試是一種評估人格心理建構（英語：psychological construct）的方法。 大多數性格評估工具（儘管被粗略地稱為“性格測驗”）實際上是內省的（即主觀的）自我報告問卷（Q 數據，就 LOTS 數據而言）措施或生活記錄的報告（英語：life records，又稱L數據) ，例如等級量表。
儘管雷蒙德·卡特爾 (Raymond Cattell) 和他的同事弗蘭克·沃伯頓 (Frank Warburton) 編製了一份包含 2000 多個可用於構建客觀人格測試的獨立客觀測試的列表，但構建實際人格表現測試的嘗試非常有限。 然而，一個例外是客觀分析測試組合（英語：Objective-Analytic Test Battery），這是一種效能測試，旨在定量測量 10 個因素分析識別的人格特質維度。 L 數據和 Q 數據方法的一個主要問題是，由於項目透明度，評級量表和自我報告問卷很容易受到動機和反應扭曲（英語：response distortion）的影響，從缺乏足夠的自我洞察力（或對他人有偏見的看法）到徹頭徹尾的掩飾（假裝好/假裝壞）取決於正在進行評估的原因/動機。
最初的人格評估措施約制定於第一次世界大戰至1920年代，旨在簡化人員招募過程，特別是在軍隊。 由於這些早期努力，已經開發出各式人格量表和問卷，包括明尼蘇達多項人格問卷 (MMPI)、十六種人格因素 (16PF)、Comrey 人格量表 (英語：Comrey Personality Scales) 等。 儘管邁爾斯-布里格斯性格分類法 (MBTI) 在職場諮詢領域特別受歡迎，但它存在許多心理測量（英語：psychometric）方面的缺陷。 相比之下，人格五因素模型和HEXACO模型是由經驗過程和獨立同行評審塑造，該些模型顯示之結果往往一致，使用模型做出的預測可以被重現。 然而，基於人格五因素模型的工具，例如Revised NEO Personality Inventory，因僅對應正常人格領域中少於三分之二的已知人格特質變異而受挑戰。
許多心理學家表示，由於各種原因，將對人格的分析研究簡化為問卷調查成果將產生重大偏誤，因為個人對應的型別可能會日復一日地變化。 有時，有些商業人格測試提出特別的問題，例如詢問受測者對某種顏色何反應，並嘗試根據答覆進行推斷，這類推斷結論有涉入偽科學之風險。
據估計，美國性格評估行業每年的價值在 2 到 40 億美元之間（截至 2013 年）。 人格評估被廣泛運用，包括個人和婚姻諮商、臨床心理學、法醫心理學、校園心理學（英語：School psychology）、職業諮詢、聘雇測試、職業健康和安全以及客戶關係管理等領域。
已有許多此類測試被用於進一步獲取個人資料，如劍橋分析公司之案例。